# Seminários de Lacan
De 1952 a 1980, o psicanalista e psiquiatra francês Jacques Lacan deu seminários anuais em Paris. Estes são conhecidos como Os seminários de Lacan — ou de Jaques Lacan. Os livros dos seminários são editados por Jacques-Alain Miller.

## História
Em 1951, Lacan, então membro da Sociedade Psicanalítica de Paris, iniciou uma série de reuniões semanais às quartas-feiras em seu apartamento na Rue de Lille, Paris. Em 1952, as reuniões foram transferidas para o Hospital Sainte-Anne, onde Lacan trabalhou como psiquiatra consultor. O Livro I do seminário é a transcrição editada das aulas semanais de 1953-1954 em Sainte-Anne.
O seminário final a ser realizado em Sainte-Anne é publicado como Livro X (L'angoisse, 1962–1963). A única lição proferida em 20 de novembro de 1963 e publicada como Introdução ao Seminário dos nomes-do-pai é a introdução a um seminário que nunca foi proferido e que foi, portanto, apelidado de O Seminário Inexistente. Na verdade, na noite anterior a esta lição, Lacan foi informado de que a SFP "havia votado, em um procedimento complicado, pela recusa de ratificar a moção que retirava o nome de Lacan da lista dos analistas de formação", privando assim Lacan da direito de continuar como analista de formação dentro da Associação Psicanalítica Internacional. Esta manobra institucional encerrou efetivamente o período inicial do ensino de Lacan.
O período intermediário do ensino de Lacan começou dois meses depois com Os Quatro Conceitos Fundamentais da Psicanálise. Organizado pela École Normale Supérieure, sob o patrocínio da École des hautes études en sciences sociales, o Seminário passou a contar com um público muito maior e representou uma mudança de frente. Esta série de lições, agora editadas como Livro XI do Seminário, abre com a lição Excomunhão, na qual Lacan expande as circunstâncias e implicações de sua exclusão da IPA. A segunda lição, O inconsciente freudiano e o nosso, dá o tom de seu ensino subsequente, indicando possíveis pontos de descontinuidade em relação à obra de Freud.
O seminário anual de Lacan continuou na École Normale Supérieure até 1969. A partir do outono de 1969, foi organizado pela Faculdade de Direito da Place du Panthéon. Esta série de seminários, período tardio do ensino de Lacan, abriu com O Outro Lado da Psicanálise, agora editado como Livro XVII do Seminário, e continuou até o final dos anos setenta.
À medida que o ensino de Lacan passou para a fase conhecida como ensino muito tardio de Lacan, seu declínio de saúde levou a consultas menos regulares. A última apresentação pública de Lacan em 12 de julho de 1980, às vezes referida como O Seminário de Caracas não fazia, como este título indica, parte da série parisiense.

## Transcrição
Desde o primeiro seminário em Sainte-Anne, as sessões semanais foram gravadas por um taquígrafo. Durante duas décadas, cópias desses textos datilografados foram o único registro disponível do ensino oral de Lacan, tendo o próprio Lacan recusado as várias ofertas que lhe foram feitas para que os textos datilografados fossem editados em volumes publicáveis.
No início dos anos setenta, Jacques-Alain Miller ofereceu algumas indicações sobre o que constituiria uma estratégia editorial eficaz e, a convite de Lacan, elaborou uma transcrição das vinte lições que compunham o décimo primeiro seminário, Os Quatro Conceitos Fundamentais da Psicanálise, proferido em 1964. O resultado agradou a Lacan, e François Wahl, da Éditions du Seuil, ficou feliz em publicá-lo.
O Seminário XI foi publicado em 1973. Em seu Posfácio, Lacan escreve: “Uma transcrição, agora eis uma palavra que estou descobrindo graças à modéstia de J. A. M., de nome Jacques-Alain Miller: o que é lido passa pela escrita enquanto nela sobrevive intacto”. Lacan disse a Miller: "vamos assiná-lo juntos", mas Miller preferiu optar por um "Texto estabelecido por…" mais discreto, uma referência aos créditos de edição dos textos gregos e latinos da Coleção Budé.
As traduções em português foram publicadas pela Editora Zahar, feitas por psicanalistas brasileiros.

## Lista cronológica
| Livro | Anos    | Título |
| I     | 1953–54 | Livro I: Les écrits techniques de Freud (Seuil, 1975) Traduzido como Os escritos técnicos de Freud (Zahar, 1986)                                                                 |
| II    | 1954–55 | Livro II: Le moi dans la théorie de Freud et dans la technique de la psychanalyse (Seuil, 1978) Traduzido como O eu na teoria de Freud e na técnica da psicanálise (Zahar, 1985) |
| III   | 1955–56 | Livro III: Les psychoses (Seuil, 1981) Traduzido como As psicoses (Zahar, 1985)                                                                                                  |
| IV    | 1956–57 | Livro IV: La relation d'objet et les structures freudiennes (Seuil, 1994) Traduzido como A relação de objeto (Zahar, 1995)                                                       |
| V     | 1957–58 | Livro V: Les formations de l'inconscient (Seuil, 1998) Traduzido como As formações do inconsciente (Zahar, 1999)                                                                 |
| VI    | 1958–59 | Livro VI: Le désir et son interprétation (La Martinière 2013) Traduzido como O desejo e sua interpretação (Zahar, 2016)                                                          |
| VII   | 1959–60 | Livro VII: L'éthique de la psychanalyse (Seuil, 1986) Traduzido como A ética da psicanálise (Zahar, 1988)                                                                        |
| VIII  | 1960–61 | Livro VIII: Le transfert (Seuil, 1991) Traduzido como A transferência (Zahar, 1992)                                                                                              |
| IX    | 1961–62 | Livro IX: L'identification |
| X     | 1962–63 | Livro X: L'angoisse (Seuil, 2004) Traduzido como A angústia (Zahar, 2005) |
| –     | 1963    | O seminário inexistente. Introdução publicada como Les Noms du père (Seuil, 2005)                                                                                                |
| XI    | 1964    | Livro XI: Les quatre concepts fondamentaux de la psychanalyse (Seuil, 1973) Traduzido como Os quatro conceitos fundamentais da psicanálise (Zahar, 1985)                         |
| XII   | 1964–65 | Livro XII: Problèmes cruciaux pour la psychanalyse |
| XIII  | 1965-6  | Livro XIII: L'objet de la psychanalyse |
| XIV   | 1966–67 | Livro XIV: La logique du fantasme (Seuil/Champ Freudien, 2023) Traduzido como A lógica do fantasma (Zahar, 2024)                                                                 |
| XV    | 1967–68 | Livro XV: L'acte psychanalytique |
| XVI   | 1968–69 | Livro XVI: D'un Autre à l'autre (Seuil, 2006) Traduzido como De um Outro ao outro (Zahar, 2008)                                                                                  |
| XVII  | 1969–70 | Livro XVII: L'envers de la psychanalyse (Seuil, 1991) Traduzido como O avesso da psicanálise (Zahar, 1992)                                                                       |
| XVIII | 1971    | Livro XVIII: D'un discours qui ne serait pas du semblant (Seuil, 2006) Traduzido como De um discurso que não fosse semblante (Zahar, 2009)                                       |
| XIX   | 1971–72 | Livro XIX: ...ou pire (Seuil, 2011) Traduzido como ...ou pior (Zahar, 2012) |
| XX    | 1972–73 | Livro XX: Encore, (Seuil, 1975) Traduzido como Mais, ainda (Zahar, 1985) |
| XXI   | 1973–74 | Livro XXI: Les non-dupes errent Traduzido como Os Não-Tolos Erram/Os Nomes do Pai (KDP, 2019). Tradução de Gustavo Volaco e Frederico Denez                                      |
| XXII  | 1974–75 | Livro XXII RSI |
| XXIII | 1975–76 | Livro XXIII Le sinthome (Seuil, 2005) Traduzido como O sinthoma (Zahar, 2007) |
| XXIV  | 1976–77 | Livro XXIV: L'insu que sait de l'une-bévue s'aile à mourre |
| XXV   | 1977–78 | Le moment de conclure |
| XXVI  | 1978–79 | La topologie et le temps Traduzido como A Topologia e o Tempo (KDP, 2019). Tradução de Gustavo Volaco e Frederico Denez                                                          |
| XXVII | 1980    | Dissolution |